# Rules – Sekunden der Entscheidung
Rules – Sekunden der Entscheidung (Originaltitel: Rules of Engagement; Alternativtitel: Rules of Engagement – Die Regeln des Krieges) ist ein Kriegsfilm des Regisseurs William Friedkin aus dem Jahr 2000. Dieser Film hat aber auch starke Elemente eines Antikriegsfilms, indem er die Leiden der Opfer aus der Zivilbevölkerung bei einem so genannten Friedenseinsatz in einem fremden Land thematisiert.
Der Film basiert auf einem fiktionalen Drehbuch, auch wenn der Film – insbesondere am Ende – suggeriert, dass er auf wahren Begebenheiten basieren würde.

## Handlung
Der Film beginnt während des Vietnamkriegs 1968. Zwischen zwei parallel vorgehenden Einheiten der US-Marines und zwei Gruppen des Vietcongs kommt es im Dschungel zum Gefecht. Leutnant Hays Hodges befindet sich dabei mit seiner Einheit in einer aussichtslosen Lage. Gleichzeitig gelingt es Leutnant Terry Childers, den Anführer der Vietnamesen, Oberst Binh Le Cao, zusammen mit seinem Funker gefangen zu nehmen. Terry Childers befiehlt Binh Le Cao, den Angriff auf seine Kameraden einstellen zu lassen. Als dieser zunächst nicht reagiert, erschießt Childers den Funker, worauf der eingeschüchterte Cao den sofortigen Rückzug per Funk anordnet. Childers lässt Cao daraufhin wie vorher zugesagt frei.
In Sana'a im Jemen kommt es 28 Jahre später zu gewalttätigen Ausschreitungen vor der US-amerikanischen Botschaft. Eine Einheit der US-Marines unter dem Kommando von Colonel Terry Childers wird mit Hubschraubern eingeflogen, um die Botschaft zu sichern oder zu evakuieren. Als sie vor Ort eintreffen, ist die Lage bereits äußerst kritisch. Ein wilder Mob bewirft die Botschaft mit Brandsätzen und versucht, das Gebäude zu stürmen, das sowohl von Bewaffneten in der Menge als auch von den umliegenden Gebäuden aus mit Sturmgewehren unter Feuer genommen wird. Die Marines besetzen das Dach der Botschaft und erleiden dabei die ersten Verluste. Unter heftigem Beschuss müssen sie in Deckung bleiben, während das Botschaftspersonal evakuiert wird. Nachdem drei Marines bereits tot, Childers selbst und einige seiner Männer verletzt sind, befiehlt er seiner Einheit, das Feuer auf die Menge vor dem Botschaftsgebäude zu eröffnen, obwohl sich zwischen den Schützen auch zahlreiche Frauen, Kinder und Unbewaffnete befinden. Das Ergebnis ist ein Massaker mit 83 Toten und über 100 Verletzten. Die Bilder von toten Frauen, Kindern und alten Männern gehen um die Welt.
In Washington will der Nationale Sicherheitsberater der Vereinigten Staaten die Auswirkungen dieser Krise möglichst klein halten, indem er die gesamte Verantwortung für den Zwischenfall auf Colonel Childers abwälzt und diesen als Sündenbock möglichst rasch von einem Kriegsgericht aburteilen lassen will. Zu diesem Zweck vernichtet er ein Videoband einer Überwachungskamera der Botschaft, welches Terry Childers entlasten könnte, und setzt den Botschafter, der als Zeuge im Prozess aussagen soll, unter Druck.
Terry Childers bittet seinen alten Freund Hays Hodges, die Verteidigung zu übernehmen. Hodges hat zusammen mit Childers in Vietnam gekämpft und verdankt diesem sein Leben. Inzwischen steht er als Militärjurist kurz vor der Pensionierung. Hodges macht sich auf die Spurensuche im Jemen und wird dort mit dem grausigen Anblick der verletzten und verstümmelten Opfer konfrontiert. Entlastendes Beweismaterial kann er dagegen nicht finden, und erschüttert zweifelt er an der Unschuld seines Freundes. Trotz allem bemüht er sich, in der verbleibenden Zeit so gut wie möglich die Verteidigung vorzubereiten.
Während des Prozesses erreicht das Drama seinen Höhepunkt, als Childers vorgeworfen wird, die Einsatzregeln (Rules of Engagement) nicht beachtet zu haben. Er verliert den Kopf und belastet sich selbst schwer, nachdem auch Oberst Binh Le Cao als Zeuge der Ereignisse in Vietnam auftritt. Die Chancen scheinen nicht gut für ihn zu stehen, doch am nächsten Tag kommt es nach den Schlussplädoyers von Hodges und des Militärstaatsanwaltes zu einem überraschenden Freispruch für Childers im Hauptanklagepunkt des 83-fachen Mordes. Hodges appellierte an das Ehrgefühl der Militärs, einen so erfolgreichen und hoch dekorierten Offizier wie Terry Childers, der auf rund 30 Dienstjahre Erfahrung zurückblicken kann und auch in diesem Fall in erster Linie das Überleben der eigenen Soldaten sichern wollte, nicht fallen zu lassen. Für die Mordanklage entscheidend war aber letztlich die Frage, ob aus der Demonstrantenmenge gefeuert wurde oder nicht. Da das entscheidende Beweisstück, ein Videoband mit Aufnahmen einer Überwachungskamera, unauffindbar bleibt, können letztlich weder Anklage noch Verteidigung diese zentrale Frage klären, aber Hodges kann nachweisen, dass das Videoband existiert haben muss.
Im Abspann wird mit kurzen Texten noch die weitere Entwicklung angesprochen. Demnach wird Childers schließlich ehrenhaft aus der Armee entlassen, die Affäre um das vernichtete Beweismaterial wird aufgeklärt und der Botschafter wegen eidlicher Falschaussage verurteilt.
Im Film wird das Verhalten von Terry Childers als sicherlich fragwürdig dargestellt, und dem wird mit einer Verurteilung wegen geringerer Vergehen des Friedensbruchs auch Rechnung getragen. Dem Leid der zivilen Opfer wird einiger Raum gewidmet, aber der Film erzählt die Geschichte vollständig aus der Sicht des US-Militärs. Entscheidend ist, dass die politische Führung die Soldaten in eine missliche Lage gebracht hat und die Verantwortung für das dann entstandene Dilemma nicht einfach auf diese abwälzen darf.

## Kritiken
Brigitte Witthoefft bezeichnete den Film in der Zeitschrift TV Movie 22/2000 als „ärgerlich“, „peinlich, pathetisch und klischeehaft“. Die Zeitschrift Treffpunkt Kino 9/2000 bezeichnete den Film als „aufwühlend“ und „actiongeladen“, die Besetzung der Rollen als „brillant“.

„Ärgerlicher, unzeitgemäßer Film, der weder erzählerische Logik noch die Genfer Konvention gelten lässt, um ein Loblied auf einen tapferen Offizier anzustimmen, der die Dolchstöße der Politiker nur mit Mühe abwehren kann. Weder filmisch noch inhaltlich eine Bereicherung.“

„Und noch ein nervender Actionfilm aus dem Militärumfeld! Ähnlich wie ‚Mut zur Wahrheit‘ oder ‚Eine Frage der Ehre‘ zeigt Altmeister William Friedkin (…) einen Militärapparat voller gepflegten Patriotismus und überzogenem Pathos. Selbst ein – wie immer – bemerkenswerter Tommy Lee Jones täuscht hier nicht über die Story- und Inszenierungsschwächen hinweg. Ein Ärgernis!“

In den USA wurde dem Film „Rassismus“ („blatantly racist“) gegenüber den dargestellten arabischen Menschen vorgeworfen, die nur als „gewalttätig“ („keen desire for violence“) gezeichnet würden.
Hussein Ibish, Sprecher des American-Arab Anti-Discrimination Committees, nannte den Film den wahrscheinlich rassistischsten Film gegenüber Arabern, der jemals in Hollywood produziert worden sei („probably the most racist film ever made against Arabs by Hollywood“). In einer Analyse von über 900 Hollywoodfilmen hinsichtlich des Bedienens antiarabischer Klischees vertrat der Autor Jack Shaheen in seinem Buch Reel Bad Arabs: How Hollywood Vilifies a People die Auffassung, Rules – Sekunden der Entscheidung gehöre zu den „schlimmsten“ Top Five.

„Vor der US-Botschaft im Jemen liegen 83 tote arabische Zivilisten jeden Alters, von US-Soldaten mit Maschinengewehren erschossen. Das Drehbuch möchte den Zuschauern bis hin zum Finale schrittweise vermitteln, dass dieses augenscheinliche Kriegsverbrechen in Wirklichkeit notwendig war. Selbst kleine arabische Mädchen, so erweist es sich in Rückblenden, sind Terroristen und todeswürdig.“

## Auszeichnungen
Blair Underwood gewann den Image Award. Der Film wurde für den World Stunt Award nominiert.

## Hintergrund
Das Buch zum Film stammte von James H. Webb, der auch am Drehbuch mitarbeitete. Webb ist ein ehemaliger Marine (Offizier mit Kampferfahrung) und Rechtsanwalt, der jetzt als Junior-Senator für Virginia im Senat sitzt. Die Handlung des Buches spielte ursprünglich in Lateinamerika. Die Produktionsgesellschaft Paramount erklärte nicht, warum man die Handlung in ein islamisches Land verlegt hatte. Brian Whitaker vom Guardian spekulierte, dass man vermutlich Rücksicht auf die 31 Millionen Amerikaner nahm, die aus Lateinamerika stammten.
Das Budget des Films betrug ca. 60 Millionen US-Dollar. In den USA spielte er 61 Millionen US-Dollar ein.